# Daniel Ricciardo
Daniel Joseph Ricciardo ( /rᵻˈkɑːrdoʊ/ «Ricardo», pronunciación en italiano: /ritˈtʃardo/; Perth, Australia, 1 de julio de 1989) es un piloto de automovilismo australiano de ascendencia italiana. Fue campeón de Fórmula 3 Británica en 2009 como debutante y subcampeón de la Fórmula Renault 3.5 Series en 2010. Debutó en Fórmula 1 con Hispania Racing en 2011. En 2012 y 2013 fue piloto de Toro Rosso y dio el salto a Red Bull en 2014 hasta 2018. De 2019 a 2020 compitió con Renault hasta 2021, cuando firmó con McLaren hasta 2022. En 2023 y 2024 compitió para AlphaTauri/RB, pero sin hacer temporadas completas.  
Ha logrado ocho victorias, 32 podios, tres pole positions y 17 vueltas rápidas en Fórmula 1, finalizando en la tercera posición del campeonato en 2014 y 2016 por detrás de los pilotos de Mercedes, Lewis Hamilton y Nico Rosberg.

## Biografía
Daniel Joseph Ricciardo nació el 1 de julio de 1989 en Perth, Australia, hijo de padres italo-australianos. Su padre, Giuseppe "Joe" Ricciardo, nació en Ficarra (Messina). A los 7 años, se mudo a Australia con su familia. Su madre, Grace Pulitanò, es australiana, pero sus padres eran originarios de Casignana (Calabria). Ricciardo tiene una hermana llamada Michelle. Al crecer en Duncraig, los primeros recuerdos que Ricciardo tiene del automovilismo son de su padre corriendo en el cercano Barbagallo Raceway en Wanneroo. Daniel es católico, y asistió a la escuela secundaria en Newman College.

## Carrera deportiva

### Comienzos
Ricciardo empezó a practicar karting a los 9 años. En 2005, asistió al campeonato de Fórmula Ford de Australia Occidental con un coche de Van Diemen, terminando octavo en la clasificación. Al final de la temporada Ricciardo participa en una carrera en Sandown Raceway en el campeonato nacional en la Fórmula Ford, pero obteniendo resultados poco interesantes también por la edad del coche. Al año siguiente ganó la oportunidad de participar en la Fórmula BMW Asia con Eurasia Motorsport. Obtuvo dos victorias, tanto en el circuito Bira, y que marcó la pole position en el circuito de Zhuhai terminó tercero en la clasificación final con 231 puntos, 59 menos que el primero, Earl Bamber.
En agosto de ese año tomó parte, gracias a Motaworld Racing, una ronda del Campeonato de Fórmula BMW. En la carrera uno se retira, mientras que en la segunda carrera llegó octavo. Al final de la temporada participa en las Finales de la Fórmula BMW World con Fortec Motorsport donde termina quinto a 14 segundos del ganador Christian Vietoris.

### Fórmula Renault 2.0
En el 2007 el Australiano pasa a la Fórmula Renault con RP Motorsport que participan tanto en el Campeonato de Europa como centrarse en la serie italiana. Termina sexto en el campeonato italiano con 196 puntos y consigue un podio en la ronda de Valencia, pero no suma puntos en cuatro carreras de la temporada del campeonato europeo.
Continua en la Fórmula Renault en 2008, compitiendo tanto en la serie europea en el oeste de Europa. Quedó el segundo y finaliza la serie continental en segundo lugar, detrás de Valtteri Bottas.

### Fórmula 3
A mediados de 2008 Ricciardo debuta en la Fórmula 3 en una carrera celebrada en Nürburgring, con equipo SG Formula Fórmula 3 Euroseries, consiguiendo un octavo puesto en la calificación y un sexto puesto en la carrera después de problemas técnicos de James Jakes y Vietoris.
Ricciardo pasa al campeonato 2009 de la F3 Británica con Carlin Motorsport. Gana el campeonato, el último australiano que lo ganó fue David Brabham en 1989. Al igual que su predecesor, el condujo un automóvil propulsado por Volkswagen. Ganó con 87 puntos de margen sobre Walter Grubmüller.
Daniel, siempre con el equipo Carlin, participa en el Gran Premio de Macao. Ricciardo es el segundo en la primera sesión, después de Marcus Ericsson, finaliza quinto en la segunda ronda para determinar la parrilla de la clasificación. Terminó sexto en la carrera 1 y Ricciardo se vio obligado a retirarse después de chocar contra la pared en la curva San Francisco. Continua con un pinchazo antes de golpear la curva Esses Solitarias, causando un gran accidente de carrera que elimina otros siete competidores.

### Fórmula Renault 3.5 Series

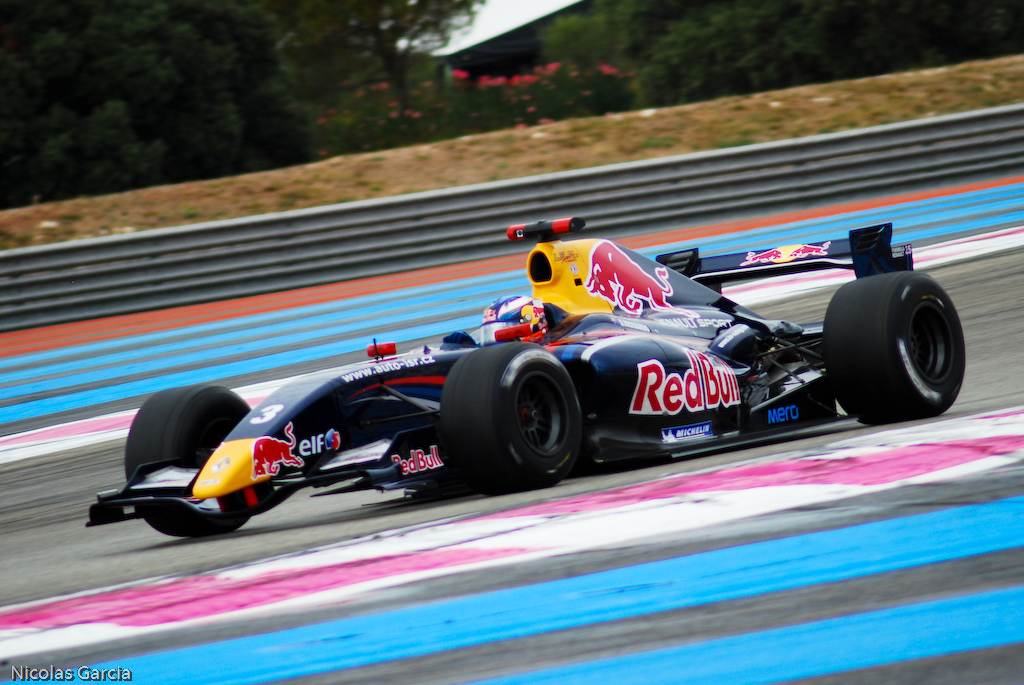
Ricciardo en la Fórmula Renault 3.5 Series 2011, en el Circuito Paul Ricard.

En la temporada 2009 de Fórmula Renault 3.5 Series debuta con Charles Pic como compañero en el Tech 1 Racing en la carrera celebrada en el Autódromo Internacional do Algarve. Se retiró en la primera carrera y llegó 15 º en la segunda carrera.
En octubre de 2009 firma con el equipo Tech 1 para competir en la temporada 2010 de Fórmula Renault 3.5 Series. Su compañero de equipo es Brendon Hartley hasta que es sustituido después de la ronda de Hungaroring. Esa temporada logra terminar subcampeón a 2 puntos del campeonato absoluto. A raíz de un incidente menor durante un ejercicio de bicicleta de montaña, Ricciardo se vio obligado a perderse la segunda prueba de la temporada 2010, pero pasó a la pole position para las dos carreras en la ronda de apertura de temporada de la temporada 2010 en Alcañiz, España. Terminó tercero y segundo en las carreras, respectivamente, liderando la clasificación del campeonato.
Al entrar en la ronda final de la temporada, Ricciardo se colocó a solo tres puntos del líder del campeonato Mikhail Aleshin y 13 por delante del tercero Guerrieri. Luego de su octava pole de la temporada, el australiano logró una victoria espectacular, marcando la vuelta rápida y poniéndose primero igualando con una carrera restante al líder Mikhail Aleshin. Después de asegurar el segundo lugar en la parrilla de la segunda carrera del fin de semana, Ricciardo logró mantener su posición hasta las paradas en boxes, donde fue pasado por dos rivales, incluido su compañero de equipo Vergne. Con solo dos vueltas del final en la carrera y, el australiano fue superado por Aleshin, su rival directo en el Campeonato. Acabada la prueba en ese orden, Ricciardo no obtuvo el título en su año de debut, donde perdió ante Mikhail Aleshin por solo dos puntos.
Para la temporada siguiente repite en la competición, alternándose con su asiento en la F1, lo que no le impide terminar 5.º en el campeonato a pesar de no disputar cuatro carreras por el motivo anterior.

### Fórmula 1

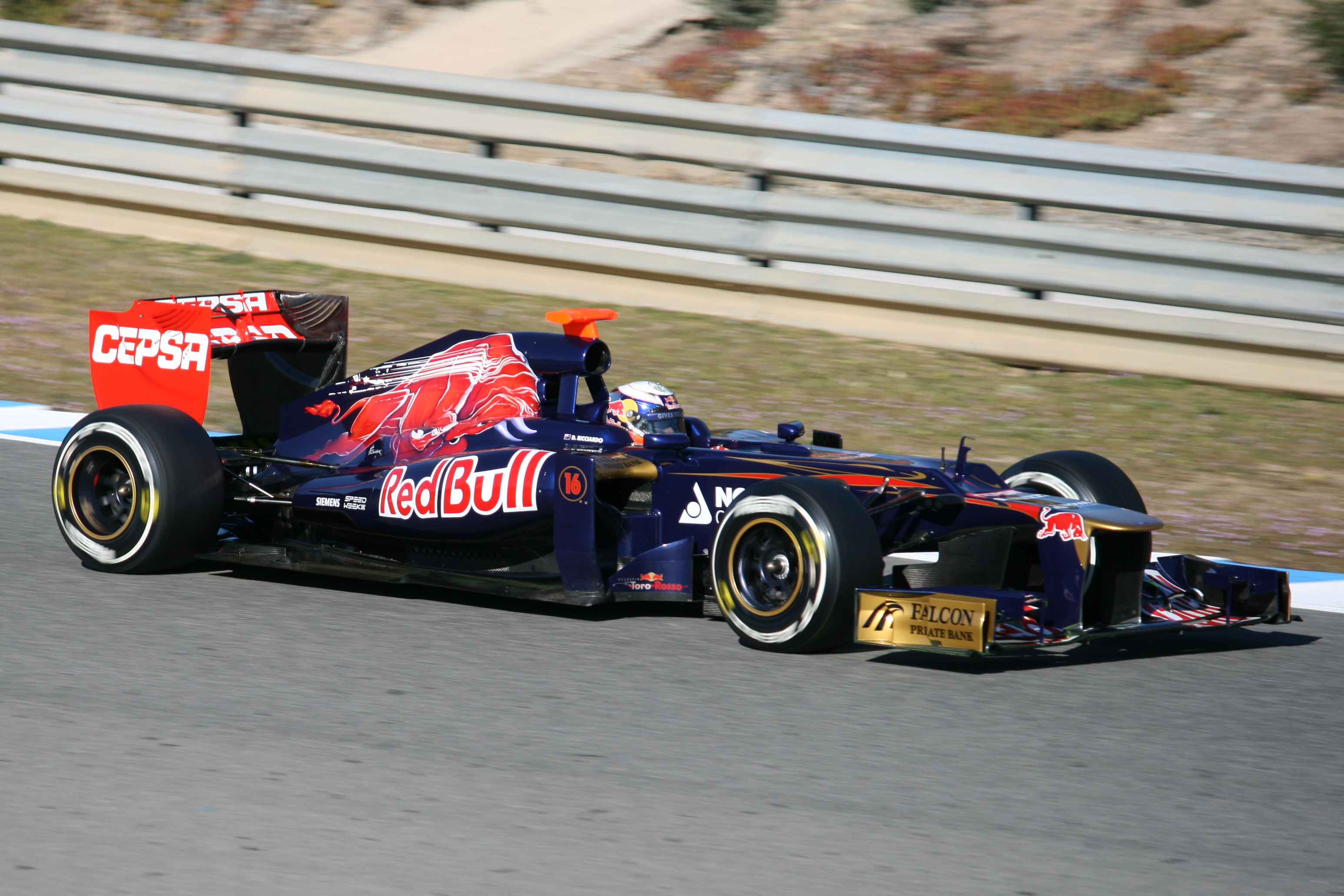
Ricciardo al volante del Toro Rosso STR7.

Ricciardo hizo su debut con un monoplaza de Fórmula 1 después de ser seleccionado para el Equipo Júnior de Red Bull en un prueba que se celebró en Jerez del 1 al 3 de diciembre de 2009. Los últimos días marcó el mejor tiempo, el único que rodó en un 1:17.
Posteriormente, Ricciardo (junto con Hartley) es designado como piloto de pruebas para el equipo austriaco y de la Scuderia Toro Rosso para la temporada 2010 de Fórmula 1, participando en los entrenamientos libres del viernes. Desempeñó la misma labor en 2011.

#### Hispania Racing/HRT (2011)

##### 2011

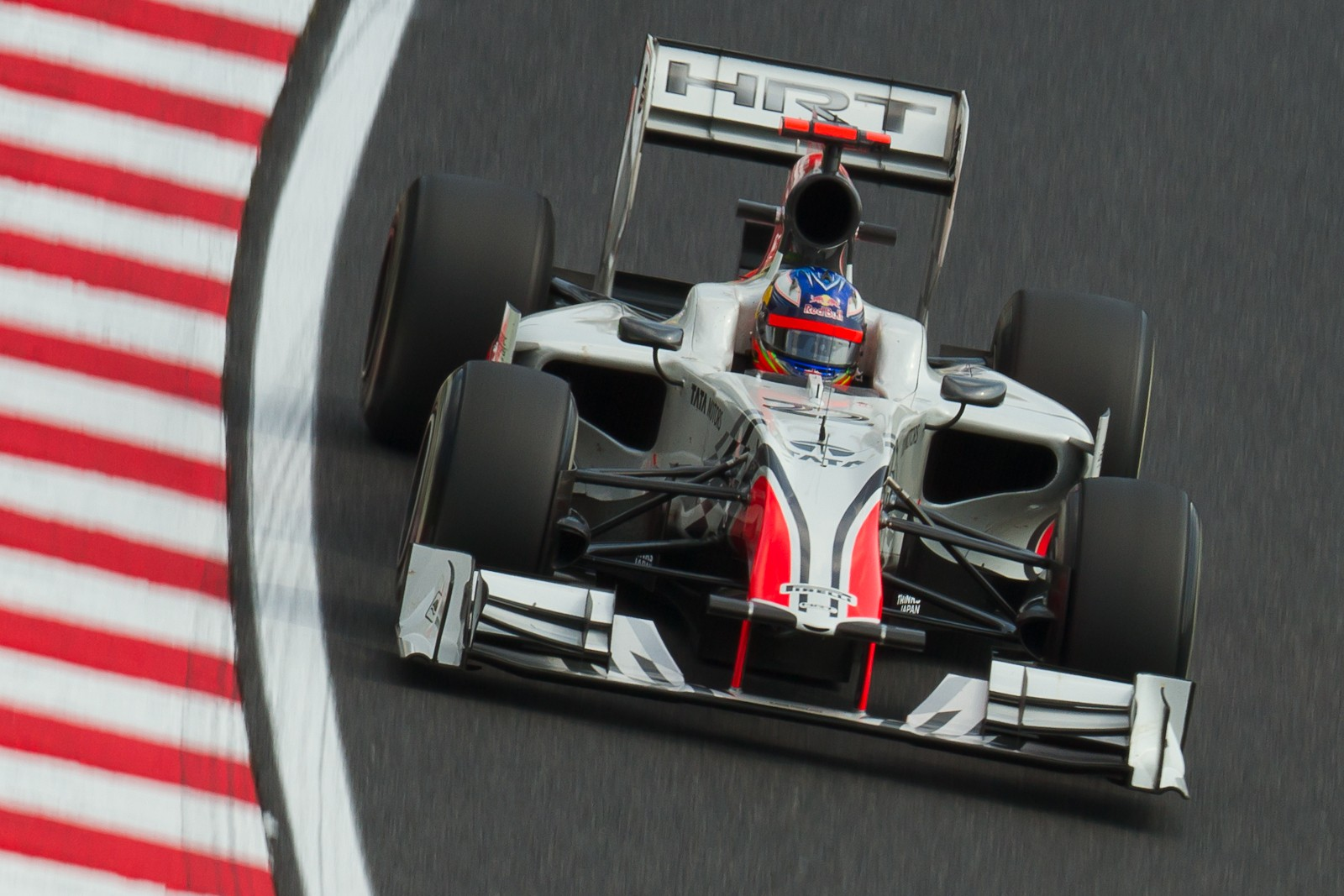
Ricciardo en el Gran Premio de Japón de 2011.

En junio de 2011, Hispania Racing fichó a Daniel para el resto de la temporada, sustituyendo a Narain Karthikeyan. El australiano estuvo a un nivel similar al de su compañero Vitantonio Liuzzi. Quedó 27.º en el campeonato, siendo su mejor resultado 18.º en carrera y 21.º en clasificación.

#### Toro Rosso (2012-2013)

##### 2012
Ricciardo pasó a la Scuderia Toro Rosso para 2012. Logra debutar con el equipo italiano con un 9.º puesto en Australia luego de una gran remontada. En la cuarta fecha, en Baréin logra clasificar en 6.º lugar, aunque no pudo materializar un buen resultado al estar envuelto en una colisión en la salida con Bruno Senna, terminando la carrera en el puesto 15.º. No pudo volver a terminar entre los diez primeros hasta el GP de Bélgica, debido a que el Toro Rosso era el 4.º monoplaza más lento de la parrilla. Posteriormente, el australiano logra volver a los puntos en Singapur, Japón y Corea, lo que le sirve para ser confirmado por Toro Rosso para la temporada 2013. Obtuvo un punto más en Abu Dabi para acabar 18.º con 10 unidades y un solo abandono.

##### 2013

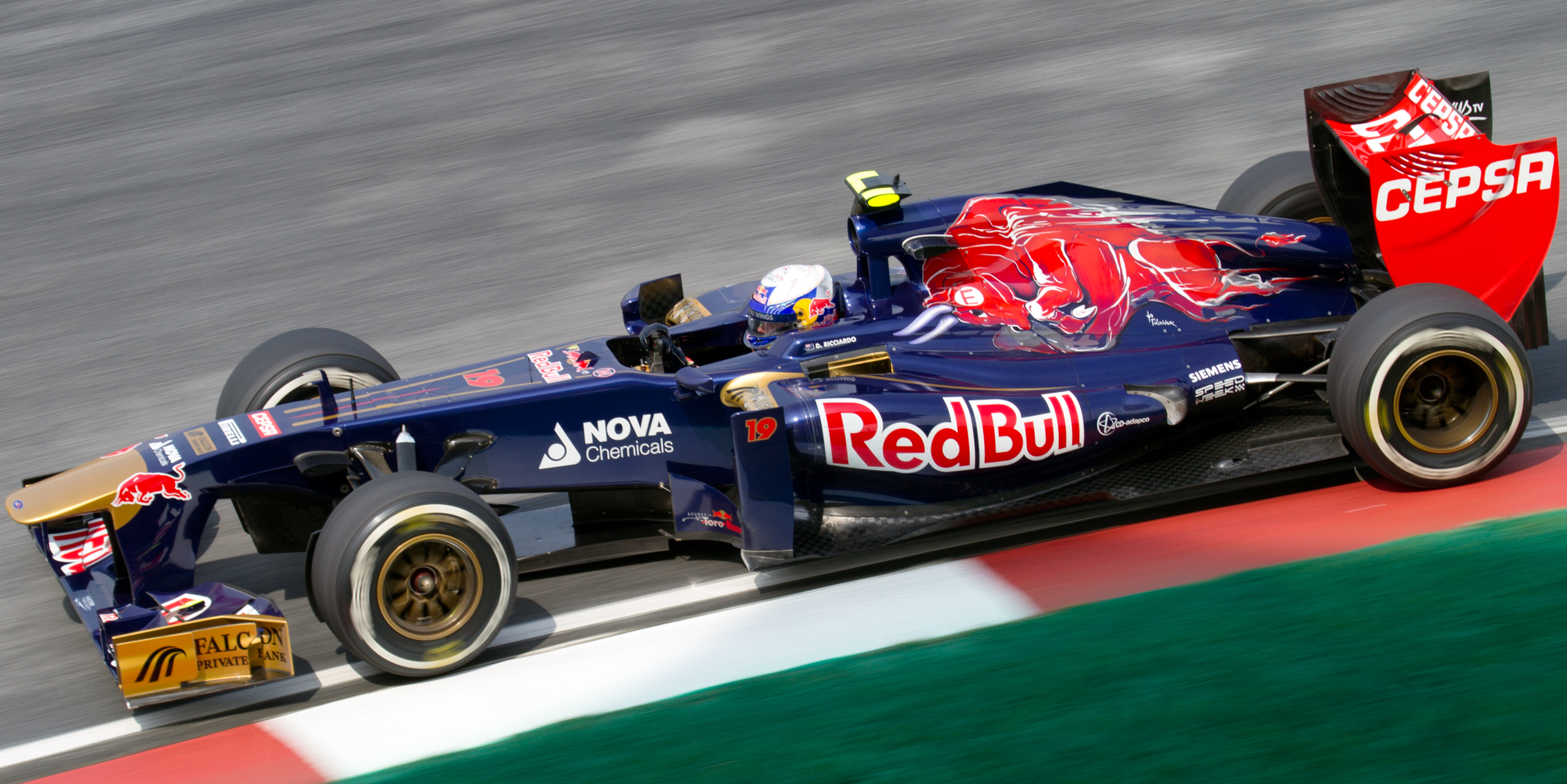
Daniel en el GP de Malasia 2013.

Ricciardo consiguió sus primeros puntos del año 2013 en China, donde se clasificó 7.º y concluyó la carrera en la misma posición. En España volvió a sumar al ser 10.º. A partir de ahí se convierte en un asiduo de la Q3, volviendo a brillar en Silverstone, donde comenzó desde la 6.ª posición y terminó en la 8.ª. Al participar en los tests de jóvenes pilotos con Red Bull, aumentan los rumores que le sitúan como compañero de Sebastian Vettel en 2014. En Spa, sale de las últimas posiciones pero remonta y termina 10.º. Finalmente, el 2 de septiembre, es confirmado como nuevo piloto de la escudería austriaca a partir del próximo año. En la siguiente carrera (GP de Italia), el australiano iguala su mejor resultado en la máxima categoría, terminando en 7.ª posición, igual que en China. Sin embargo, su final de año no fue bueno, puntuando tan solo en dos carreras: siendo décimo tanto en India como en Brasil. Finalmente acabó la temporada en la posición 14.º con 20 puntos.

#### Red Bull (2014-2018)

##### 2014

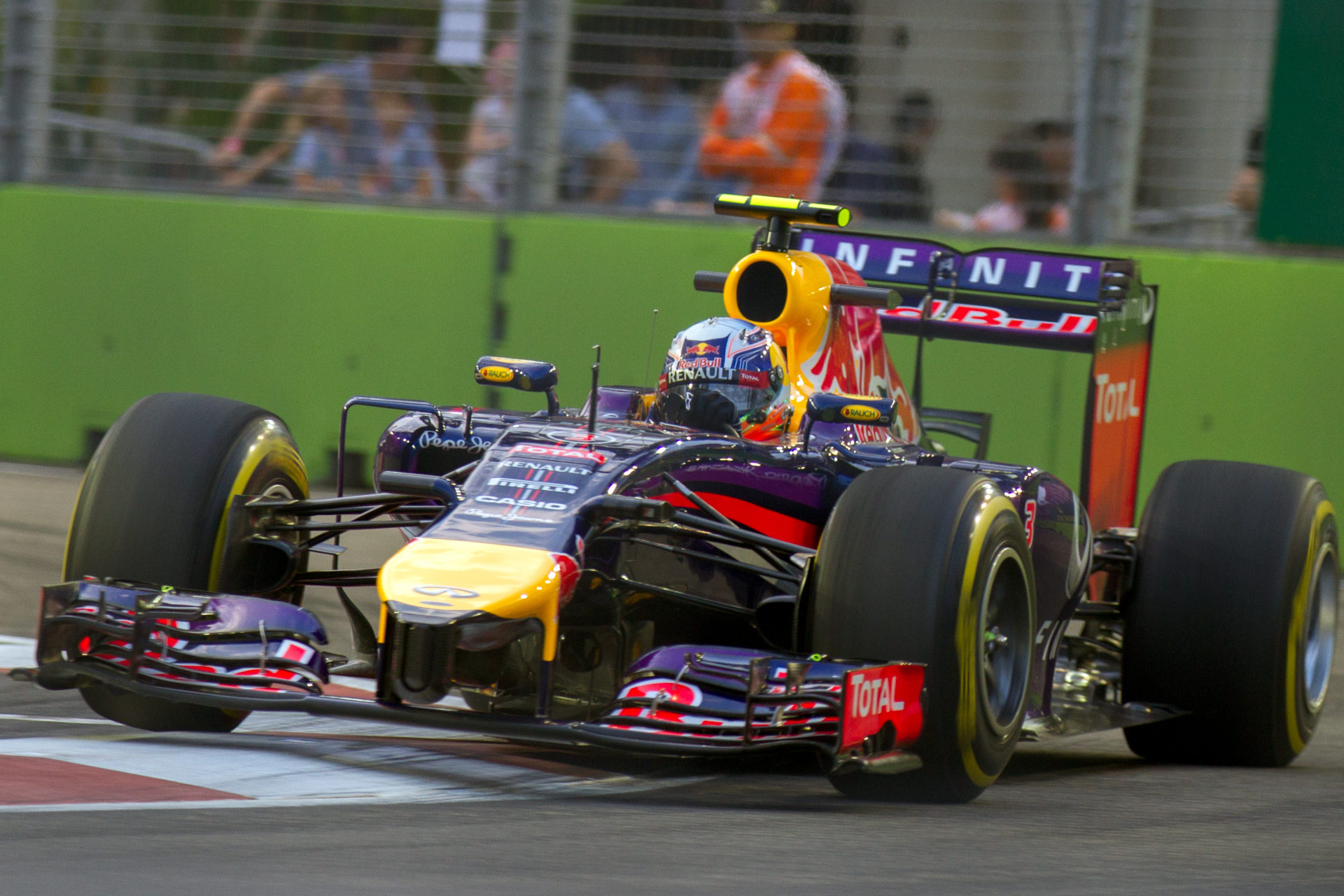
Ricciardo en el Gran Premio de Singapur de 2014.

Tras confirmarse su asiento como compañero en Red Bull del tetracampeón Sebastian Vettel el 2 de septiembre, Ricciardo se puso a los mandos de su nuevo coche en el mes de febrero con motivo de las primeras pruebas de pretemporada. En esas pruebas se comprobó que el nuevo coche, que estrenaba el nuevo reglamento de motores V6, aún no tenía suficiente evolución, pudiendo rodar pocas vueltas y teniendo problemas mecánicos ambos coches. Sin embargo, en la primera carrera en Australia Ricciardo logró el segundo puesto en la clasificación. En carrera, fue 2.º, consiguiendo el primer podio de su carrera. Sin embargo, horas después Ricciardo fue descalificado de la carrera por haber superado el límite máximo de flujo combustible permitido para la nueva temporada. 
En el GP de España, Ricciardo consigue su primer podio; y en Canadá, logra su primera victoria. En Silverstone vuelve a subirse al cajón, antes de volver a sorprender al vencer en Hungría y Bélgica. Con tres victorias, cinco terceros puestos y cuatro cuartos en 19 carreras, el australiano se colocó tercero en el campeonato, por detrás de los dominantes Lewis Hamilton y Nico Rosberg de Mercedes y superando a su compañero.

##### 2015

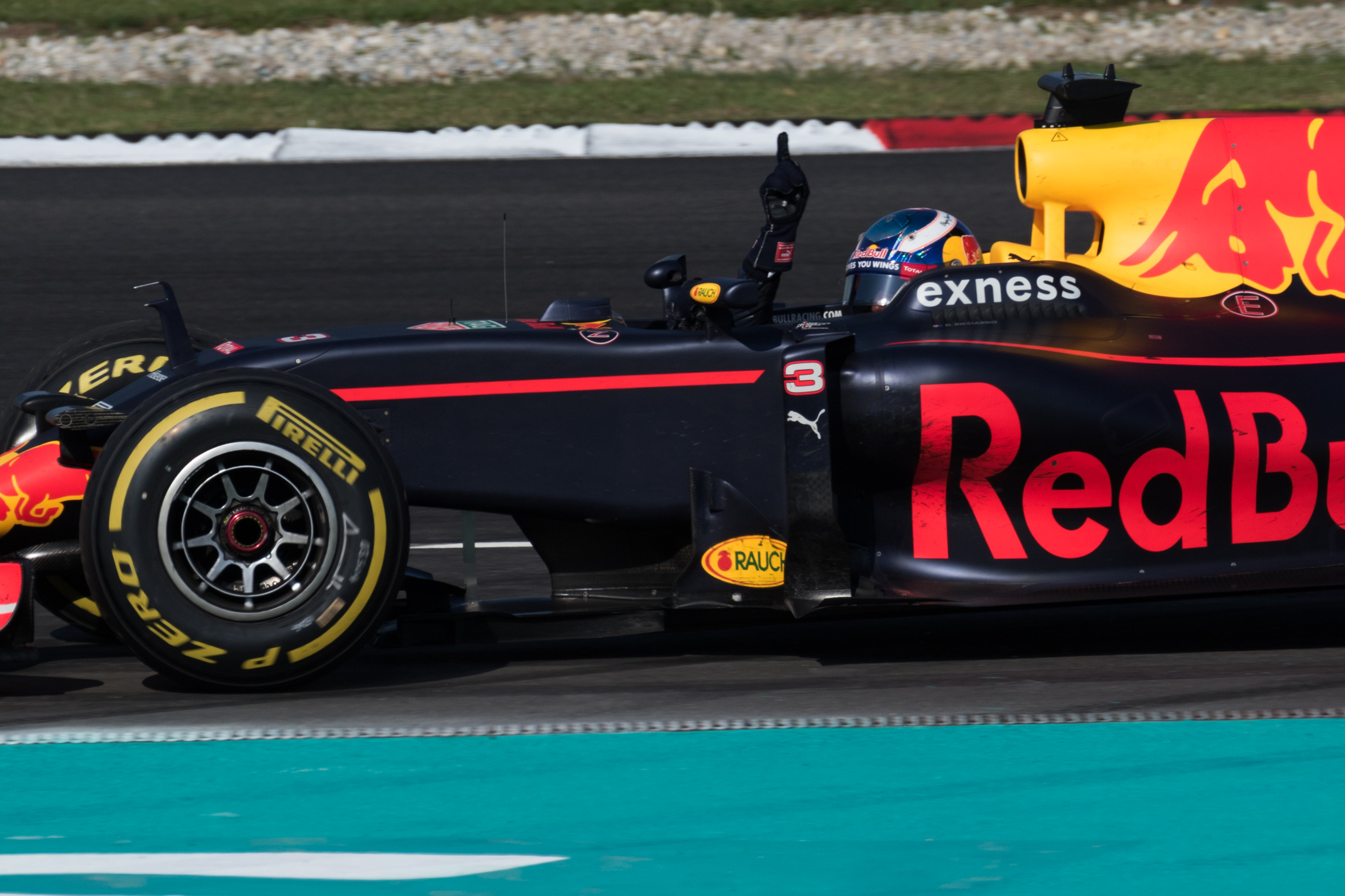
Ricciardo en la victoria del GP de Malasia de 2016.

En 2015, Ricciardo confiaba en luchar por el campeonato. Sin embargo, pese a que las pruebas de pretemporada fueron mucho menos problemáticos que los del año anterior, el coche no era tan competitivo, pues al comenzar la temporada se vio por detrás no solo de Mercedes, sino también de Ferrari y de Williams. Con todo, el australiano puntuó en las 6 primeras carreras del año, destacando un 6.º puesto en una prueba plagada de abandonos en Australia y un 5.º puesto en Mónaco, circuito donde su coche fue más competitivo, y siendo más veloz que su compañero. Después de tres carreras decepcionantes, en las que solo obtuvo un punto, consiguió un podio por primera vez en 2015 en el GP de Hungría, terminando 3.º. Más tarde, en Singapur, volvió a aprovechar los problemas de los Mercedes para subir al cajón, llegando 2.º, por detrás de su excompañero. En la recta final del curso no pudo obtener buenos resultados, exceptuando un 5.º en México y un 6.º en Abu Dabi, situación que aprovechó Daniil Kvyat para superarle en el campeonato.

##### 2016
A lo largo de la temporada 2016, los Red Bull fueron progresando con respecto a las Ferrari, aunque estuvieron lejos del rendimiento de los Mercedes. Ricciardo obtuvo un triunfo en Malasia, cuatro segundos puestos (uno de ellos fue en Mónaco, venía ganando pero perdió mucho tiempo en los boxes de Red Bull no tenían listos los neumáticos), tres terceros puestos, y cinco cuartos puestos. De este modo, el australiano se ubicó tercero en el campeonato.

##### 2017
Ricciardo tuvo una campaña irregular en 2017. Consiguió una victoria en Azerbaiyán, una segunda posición y siete terceras posiciones, pero acumuló cinco abandonos por falla mecánica. Así, se colocó quinto en la tabla final, por detrás de las duplas de Mercedes y Ferrari.

##### 2018
Ricciardo comenzó la temporada con un cuarto lugar en Australia, desde el octavo en la parrilla luego de una penalización de tres lugares por exceso de velocidad en condiciones de bandera roja. En Baréin, tuvo que retirarse debido a una falla eléctrica en la segunda vuelta. Su resultado en el Gran Premio de China fue mucho mejor, al obtener una victoria dominante por casi nueve segundos, luego de comenzar sexto en la parrilla. 

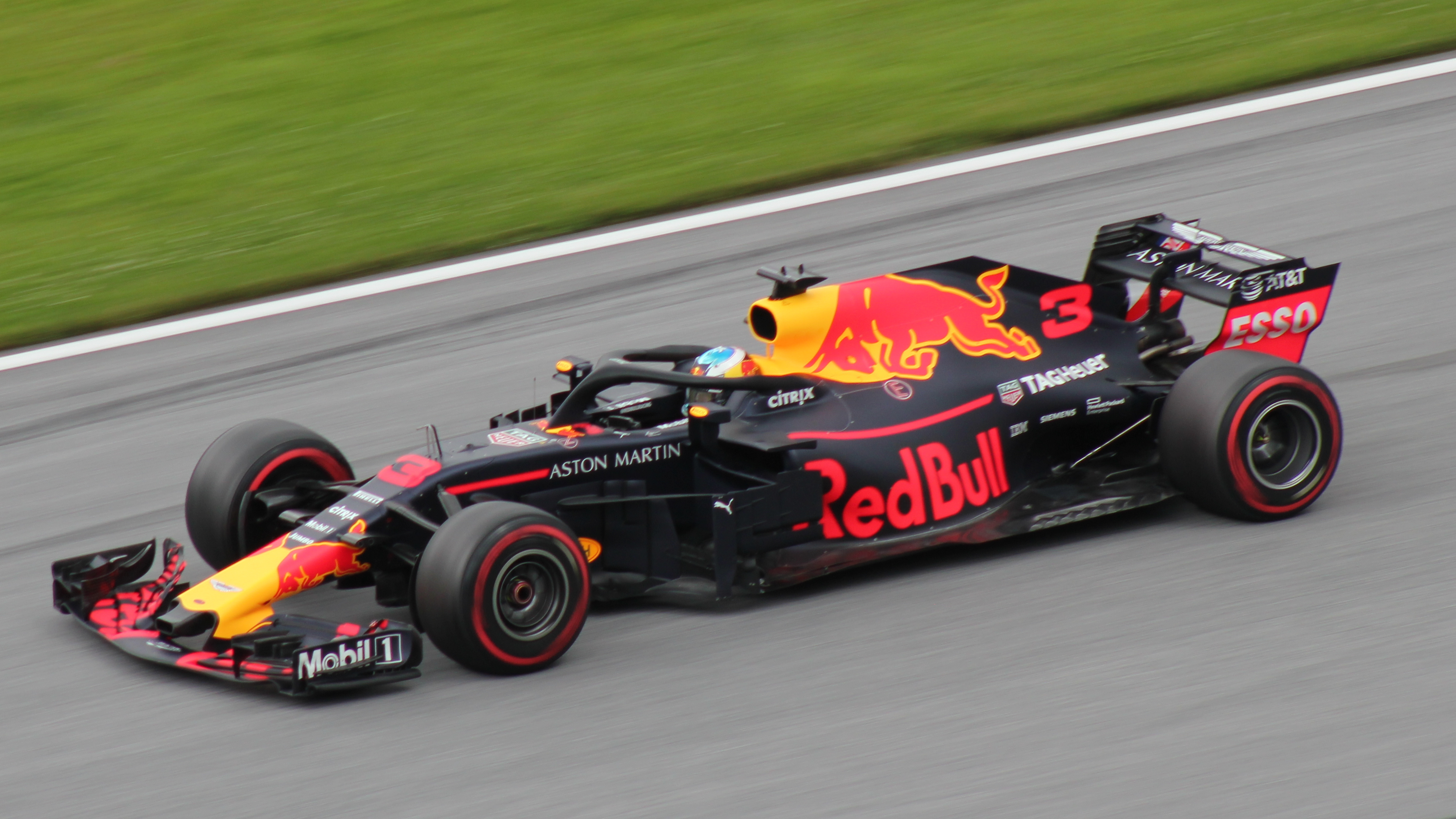
Daniel Ricciardo en el Gran Premio de Austria de 2018

En Azerbaiyán, Daniel luchaba por el cuarto lugar con su compañero de equipo Max Verstappen en la segunda mitad de la carrera. Su alerón delantero tuvo un fuerte contacto con la parte trasera del neerlandés, y el incidente causó que ambos se retiraran. 
En España, terminó quinto y estableció el récord, a pesar de girar bajo el coche de seguridad virtual. Al llegar al Gran Premio de Mónaco, Ricciardo y Verstappen se consideraron los favoritos para ganar la carrera debido a que sus autos tenían un chasis superior y fuerza descendente. El australiano encabezó las tres sesiones de práctica antes de clasificar, rompiendo el récord de vuelta en cada sesión. Logró asegurar la segunda pole de su carrera en Mónaco, superando cada sesión de clasificación y estableciendo un nuevo récord de vuelta nuevamente. En la carrera, Ricciardo logró mantener a raya la Ferrari de Sebastian Vettel para llevarse su primera victoria en el principado y su primera victoria desde la pole position, a pesar de tener que administrar una pérdida de energía debido a un problema de salida de potencia MGU-K en toda la carrera. Más adelante en la temporada, empató la mayor cantidad de retiros en la temporada, con un total de 8 retiros. Logró cuatro vueltas rápidas, en Australia, China, España y Hungría, finalizando sexto en el Campeonato de Pilotos con 170 puntos.

#### Paso por Renault (2019-2020)

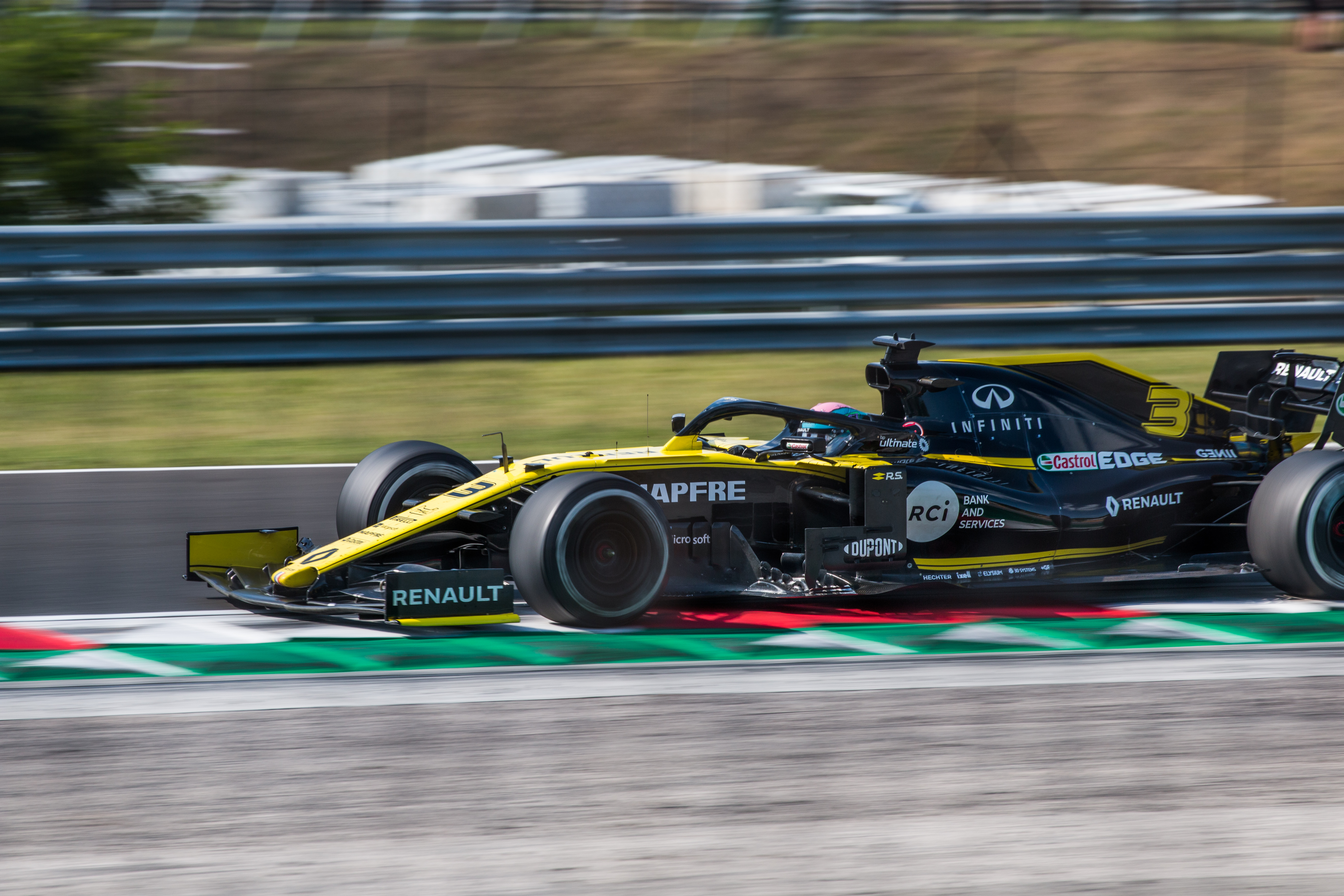
Daniel Ricciardo en el Gran Premio de Hungría de 2019

En agosto de 2018, Ricciardo firmó contrato por 2 años con Renault, siendo compañero de Nico Hülkenberg en la temporada 2019, mientras que Pierre Gasly sería su reemplazante en Red Bull. El australiano inició la temporada con sensaciones irregulares, acumulando sanciones y abandonos en los primeros compases de su primera temporada con la escudería francesa. Su mejor resultado en clasificación fue un cuarto puesto en el Gran Premio de Canadá. Su mejor resultado en carrera fue un cuarto puesto en el Gran Premio de Italia. Acabó en el puesto nueve del campeonato con 54 puntos, 17 más que su compañero Hülkenberg.
En 2020 compitió con el equipo Renault por segundo año, donde tuvo como compañero a Esteban Ocon en sustitución de Nico Hülkenberg. Consiguió su primer podio con la escudería francesa en el Gran Premio de Eifel, logrando otro tercer puesto en el Gran Premio de Emilia-Romaña. En otras cinco ocasiones terminó entre los cinco mejores: Gran Bretaña, Bélgica, Toscana, Rusia y Sakhir. Fue quinto en el campeonato de pilotos con 119 puntos, casi duplicando a Esteban Ocon, quien sumó 62.

#### McLaren (2021-2022)

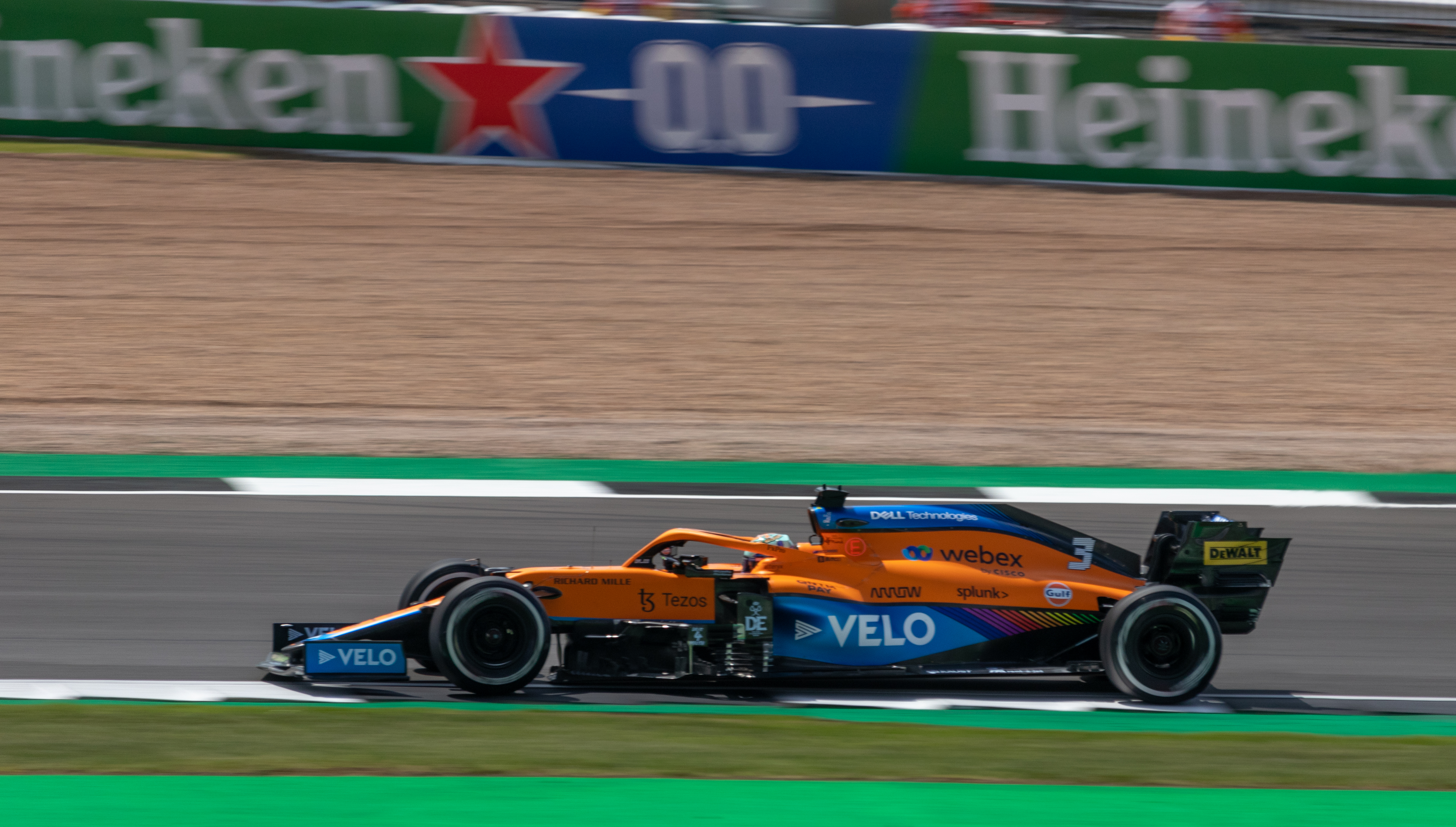
Ricciardo manejando el MCL35M en el Gran Premio de Gran Bretaña de 2021.

A mediados del año 2020, se oficializó que Ricciardo sería el nuevo piloto del equipo McLaren, dejando Renault tras dos años. Remplazó a Carlos Sainz Jr., quien marchó hacia Ferrari.
Durante la primera mitad del año, Ricciardo fue vencido habitualmente por su compañero Lando Norris. Sumó puntos en las cuatro primeras carreras, pero en Mónaco terminó fuera de los puntos mientras Norris subió al podio. En Silverstone, la décima carrera de la temporada, finalizó por primera vez entre los cinco mejores, cuando su compañero lo había hecho en nueve de las 10. Después de dos undécimos lugares y un cuarto puesto, Daniel logró su primera victoria del año en el Gran Premio de Italia luego de aprovechar el abandono de Lewis Hamilton y de su excompañero en Red Bull Max Verstappen. También le dio a McLaren su primer triunfo desde Brasil 2012.
Desde esa carrera hasta el final de temporada, sumó en tres carreras más. Finalmente culminó octavo en el campeonato con 115 puntos, mientras que Norris fue sexto con 160.
En 2022, McLaren sufrió una caída de rendimiento. Ricciardo tuvo un difícil inicio de temporada, sumando solamente 19 puntos en las primeras 12 carreras ante los 76 puntos de Norris. En el GP de Singapur, logró su mejor resultado hasta el momento, al finalizar quinto por detrás de Norris.
El 24 de agosto de 2022 fue anunciada su marcha de McLaren después de dos años al finalizar la temporada.

#### Regreso a Red Bull como tercer piloto (2023)
El 23 de noviembre de 2022, después de quedarse sin asiento para la temporada 2023, Red Bull Racing anunció el regreso de Ricciardo a la estructura como tercer piloto.

#### AlphaTauri/RB (2023-2024)

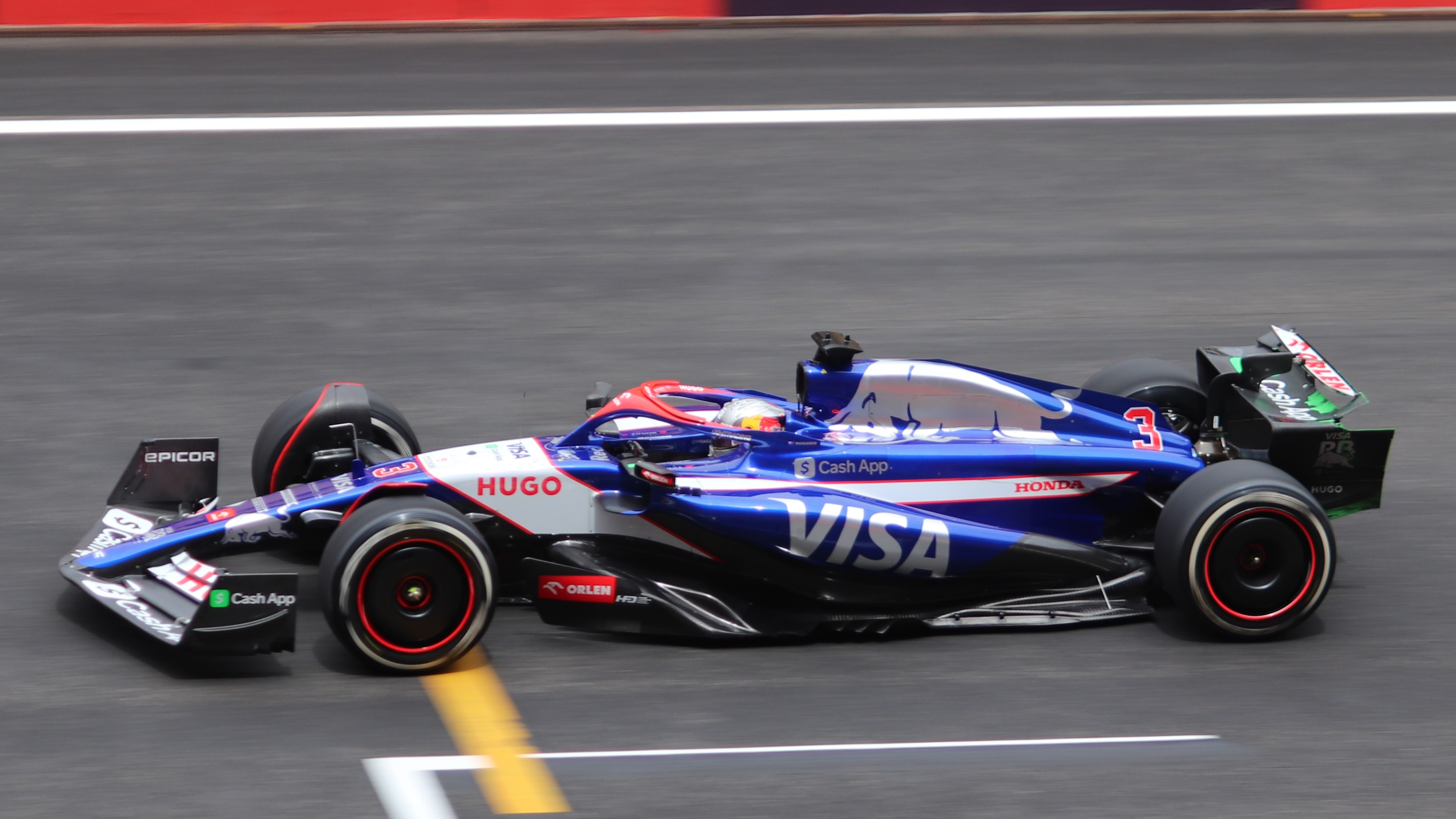
Ricciardo en el Gran Premio de China de 2024.

En julio de 2023, después de los decepcionantes resultados de Nyck de Vries en las diez primeras carreras del año tras el 'hype' que generó al sumar puntos con Williams en el Gran Premio de Italia de 2022 y ser contratado por AlphaTauri, se confirmó el despido del piloto neerlandés con efecto inmediato y Daniel será el sustituto desde el Gran Premio de Hungría hasta final de temporada 2023. Dos carreras más tarde, en el GP de los Países Bajos, se lesionaría la muñeca y sería remplazado por el novato Liam Lawson durante cinco compromisos.
En 2024, Ricciardo sería piloto a tiempo completo para el equipo italiano junto a Yuki Tsunoda. Compitió con el ahora llamado RB Formula One Team hasta el Gran Premio de Singapur. Luego fue reemplazado por el propio Lawson.

## Resumen de carrera
| Temporada | Categoría                                        | Equipo                            | Carreras          | Victorias         | Poles             | VR                | Podios            | Puntos            | Pos.              |
| --------- | ------------------------------------------------ | --------------------------------- | ----------------- | ----------------- | ----------------- | ----------------- | ----------------- | ----------------- | ----------------- |
| 2005      | Campeonato de Fórmula Ford Australiana           | Privado                           | 3                 | 0                 | 0                 | ?                 | 0                 | 74                | 8.º               |
| 2006      | Fórmula BMW Asia                                 | Eurasia Motorsport                | 19                | 2                 | 3                 | 3                 | 12                | 231               | 3.º               |
| 2006      | Fórmula BMW Británica                            | Motaworld Racing                  | 2                 | 0                 | 0                 | 0                 | 0                 | 3                 | 20.º              |
| 2006      | Fórmula BMW World Final                          | Fortec Motorsport                 | 1                 | 0                 | 0                 | 0                 | 0                 | N/A               | 5.º               |
| 2007      | Fórmula Renault 2.0 Italia                       | RP Motorsport                     | 14                | 0                 | 0                 | 0                 | 0                 | 196               | 6.º               |
| 2007      | Eurocopa de Fórmula Renault 2.0                  | RP Motorsport                     | 4                 | 0                 | 0                 | 0                 | 0                 | 0                 | NC                |
| 2008      | Copa de Europa Occidental de Fórmula Renault 2.0 | SG Formula                        | 15                | 8                 | 9                 | 7                 | 11                | 192               | 1.º               |
| 2008      | Eurocopa de Fórmula Renault 2.0                  | SG Formula                        | 18                | 6                 | 5                 | 5                 | 7                 | 136               | 2.º               |
| 2008      | Fórmula 3 Euroseries                             | SG Formula                        | 2                 | 0                 | 0                 | 0                 | 0                 | N/A               | NC                |
| 2008      | Masters de Fórmula 3                             | SG Formula                        | 1                 | 0                 | 0                 | 0                 | 0                 | N/A               | NC                |
| 2009      | Campeonato de Fórmula 3 Británica                | Carlin Motorsport                 | 20                | 7                 | 6                 | 5                 | 13                | 275               | 1.º               |
| 2009      | Masters de Fórmula 3                             | Carlin Motorsport                 | 1                 | 0                 | 0                 | 0                 | 0                 | N/A               | NC                |
| 2009      | Fórmula Renault 3.5 Series                       | Tech 1 Racing                     | 2                 | 0                 | 0                 | 0                 | 0                 | 0                 | 34.º              |
| 2009      | Gran Premio de Macao                             | Carlin                            | 1                 | 0                 | 0                 | 0                 | 0                 | N/A               | NC                |
| 2010      | Fórmula Renault 3.5 Series                       | Tech 1 Racing                     | 16                | 4                 | 8                 | 5                 | 8                 | 136               | 2º                |
| 2010      | Fórmula 1                                        | Scuderia Toro Rosso               | Piloto de pruebas | Piloto de pruebas | Piloto de pruebas | Piloto de pruebas | Piloto de pruebas | Piloto de pruebas | Piloto de pruebas |
| 2011      | Fórmula Renault 3.5 Series                       | ISR                               | 12                | 1                 | 2                 | 3                 | 6                 | 144               | 5.º               |
| 2011      | Fórmula 1                                        | Scuderia Toro Rosso               | Piloto de pruebas | Piloto de pruebas | Piloto de pruebas | Piloto de pruebas | Piloto de pruebas | Piloto de pruebas | Piloto de pruebas |
| 2011      | Fórmula 1                                        | HRT Formula 1 Team                | 11                | 0                 | 0                 | 0                 | 0                 | 0                 | 27.º              |
| 2012      | Fórmula 1                                        | Scuderia Toro Rosso               | 20                | 0                 | 0                 | 0                 | 0                 | 10                | 18.º              |
| 2013      | Fórmula 1                                        | Scuderia Toro Rosso               | 19                | 0                 | 0                 | 0                 | 0                 | 20                | 14.º              |
| 2014      | Fórmula 1                                        | Infiniti Red Bull Racing          | 19                | 3                 | 0                 | 1                 | 8                 | 238               | 3.º               |
| 2015      | Fórmula 1                                        | Infiniti Red Bull Racing          | 19                | 0                 | 0                 | 3                 | 2                 | 92                | 8.º               |
| 2016      | Fórmula 1                                        | Red Bull Racing                   | 21                | 1                 | 1                 | 4                 | 8                 | 256               | 3.º               |
| 2017      | Fórmula 1                                        | Red Bull Racing                   | 20                | 1                 | 0                 | 1                 | 9                 | 200               | 5.º               |
| 2018      | Fórmula 1                                        | Aston Martin Red Bull Racing      | 21                | 2                 | 2                 | 4                 | 2                 | 170               | 6.º               |
| 2019      | Fórmula 1                                        | Renault F1 Team                   | 21                | 0                 | 0                 | 0                 | 0                 | 54                | 9.º               |
| 2020      | Fórmula 1                                        | Renault DP World F1 Team          | 17                | 0                 | 0                 | 2                 | 2                 | 119               | 5.º               |
| 2021      | Fórmula 1                                        | McLaren F1 Team                   | 22                | 1                 | 0                 | 1                 | 1                 | 115               | 8.º               |
| 2022      | Fórmula 1                                        | McLaren F1 Team                   | 22                | 0                 | 0                 | 0                 | 0                 | 37                | 11.º              |
| 2023      | Fórmula 1                                        | Scuderia AlphaTauri               | 7                 | 0                 | 0                 | 0                 | 0                 | 6                 | 17.º              |
| 2024      | Fórmula 1                                        | Visa Cash App RB Formula One Team | 18                | 0                 | 0                 | 1                 | 0                 | 12                | 17.º              |
| Fuente:   |                                                  |                                   |                   |                   |                   |                   |                   |                   |                   |

### Victorias en Fórmula 1
| N.º | Fecha                    | Gran Premio               | Equipo/Motor       | Pos. | Total |
| --- | ------------------------ | ------------------------- | ------------------ | ---- | ----- |
| 1   | 8 de junio de 2014       | Gran Premio de Canadá     | Red Bull-Renault   | 6    | 8     |
| 2   | 27 de julio de 2014      | Gran Premio de Hungría    | Red Bull-Renault   | 4    | 8     |
| 3   | 24 de agosto de 2014     | Gran Premio de Bélgica    | Red Bull-Renault   | 5    | 8     |
| 4   | 2 de octubre de 2016     | Gran Premio de Malasia    | Red Bull-TAG Heuer | 4    | 8     |
| 5   | 25 de junio de 2017      | Gran Premio de Azerbaiyán | Red Bull-TAG Heuer | 10   | 8     |
| 6   | 15 de abril de 2018      | Gran Premio de China      | Red Bull-TAG Heuer | 6    | 8     |
| 7   | 27 de mayo de 2018       | Gran Premio de Mónaco     | Red Bull-TAG Heuer | 1    | 8     |
| 8   | 12 de septiembre de 2021 | Gran Premio de Italia     | McLaren-Mercedes   | 2    | 8     |

### Pole positionsen Fórmula 1
| N.º | Años       | Gran Premio           | Circuito                     | Total |
| --- | ---------- | --------------------- | ---------------------------- | ----- |
| 2   | 2016, 2018 | Gran Premio de Mónaco | Circuito de Mónaco           | 3     |
| 1   | 2018       | Gran Premio de México | Autódromo Hermanos Rodríguez | 3     |

### Vueltas rápidas
| N.º        | Años                     | Gran Premio             | Circuito                           | Total |
| ---------- | ------------------------ | ----------------------- | ---------------------------------- | ----- |
| 3          | 2015, 2016, 2024         | Gran Premio de Singapur | Circuito callejero de Marina Bay   | 17    |
| 2          |                          |                         |                                    | 17    |
| 2016, 2018 | Gran Premio de Australia | Circuito de Albert Park |                                    | 17    |
| 2015, 2018 | Gran Premio de Hungría   | Hungaroring             |                                    | 17    |
| 1          | 2014                     | Gran Premio de Abu Dabi | Circuito Yas Marina                | 17    |
| 1          | 2015                     | Gran Premio de Mónaco   | Circuito de Mónaco                 | 17    |
| 1          | 2016                     | Gran Premio de Alemania | Hockenheimring                     | 17    |
| 1          | 2016                     | Gran Premio de México   | Autódromo Hermanos Rodríguez       | 17    |
| 1          | 2017                     | Gran Premio de Italia   | Autodromo Nazionale di Monza       | 17    |
| 1          | 2018                     | Gran Premio de China    | Circuito Internacional de Shanghái | 17    |
| 1          | 2018                     | Gran Premio de España   | Circuito de Barcelona-Cataluña     | 17    |
| 1          | 2020                     | Gran Premio de Bélgica  | Circuito de Spa-Francorchamps      | 17    |
| 1          | 2020                     | Gran Premio de Abu Dabi | Circuito Yas Marina                | 17    |
| 1          | 2021                     | Gran Premio de Italia   | Autodromo Nazionale di Monza       | 17    |

## Resultados

### Fórmula 3 Euroseries
(Clave) (negrita indica pole position) (cursiva indica vuelta rápida)

| Año  | Equipo     | 1     | 2     | 3     | 4     | 5     | 6     | 7     | 8     | 9     | 10    | 11      | 12       | 13    | 14    | 15    | 16    | 17    | 18    | 19    | 20    | Pos. | Puntos |
| ---- | ---------- | ----- | ----- | ----- | ----- | ----- | ----- | ----- | ----- | ----- | ----- | ------- | -------- | ----- | ----- | ----- | ----- | ----- | ----- | ----- | ----- | ---- | ------ |
| 2008 | SG Formula | HOC 1 | HOC 2 | MUG 1 | MUG 2 | PAU 1 | PAU 2 | NOR 1 | NOR 2 | ZAN 1 | ZAN 2 | NÜR 1 6 | NÜR 2 15 | BRH 1 | BRH 2 | CAT 1 | CAT 2 | LMS 1 | LMS 2 | HOC 1 | HOC 2 | NC†  | 0      |

- † Ricciardo fue piloto invitado, por lo tanto no fue apto para sumar puntos.

### Fórmula Renault 3.5 Series
(Clave) (negrita indica pole position) (cursiva indica vuelta rápida)

| Año  | Equipo        | 1       | 2       | 3        | 4       | 5       | 6        | 7       | 8       | 9       | 10        | 11       | 12          | 13         | 14        | 15      | 16      | 17      | Pos. | Puntos |
| ---- | ------------- | ------- | ------- | -------- | ------- | ------- | -------- | ------- | ------- | ------- | --------- | -------- | ----------- | ---------- | --------- | ------- | ------- | ------- | ---- | ------ |
| 2009 | Tech 1 Racing | CAT SPR | CAT FEA | SPA SPR  | SPA FEA | MON FEA | HUN SPR  | HUN FEA | SIL SPR | SIL FEA | BUG SPR   | BUG FEA  | ALG SPR Ret | ALG FEA 15 | NÜR SPR   | NÜR FEA | ALC SPR | ALC FEA | 34.º | 0      |
| 2010 | Tech 1 Racing | ALC 1 3 | ALC 2   | SPA 1 13 | SPA 2 5 | MON 1   | BRN 1 12 | BRN 2 5 | MAG 1 6 | MAG 2   | HUN 1     | HUN 2 6  | HOC 1       | HOC 2 11   | SIL 1 Ret | SIL 2   | CAT 1   | CAT 2 4 | 2.º  | 136    |
| 2011 | ISR Racing    | ALC 1   | ALC 2   | SPA 1 10 | SPA 2 9 | MNZ 1 6 | MNZ 2    | MON 1   | NÜR 1 2 | NÜR 2 5 | HUN 1 DNS | HUN 2 12 | SIL 1 2     | SIL 2      | LEC 1 6   | LEC 2   | CAT 1   | CAT 2   | 5.º  | 144    |

### Fórmula 1
(Clave) (negrita indica pole position) (cursiva indica vuelta rápida)

| Año     | Escudería                         | 1       | 2       | 3      | 4       | 5       | 6       | 7      | 8      | 9       | 10     | 11      | 12      | 13      | 14      | 15      | 16      | 17      | 18      | 19      | 20      | 21      | 22     | 23  | 24  | Pos. | Puntos |
| ------- | --------------------------------- | ------- | ------- | ------ | ------- | ------- | ------- | ------ | ------ | ------- | ------ | ------- | ------- | ------- | ------- | ------- | ------- | ------- | ------- | ------- | ------- | ------- | ------ | --- | --- | ---- | ------ |
| 2011    | Scuderia Toro Rosso               | AUS TD  | MYS TD  | CHN TD | TUR TD  | ESP TD  | MON TD  | CAN TD | EUR TD |         |        |         |         |         |         |         |         |         |         |         |         |         |        |     |     | 27.º | 0      |
| 2011    | Hispania Racing F1 Team           |         |         |        |         |         |         |        |        | GBR 19  |        |         |         |         |         |         |         |         |         |         |         |         |        |     |     | 27.º | 0      |
| 2011    | HRT Formula 1 Team                |         |         |        |         |         |         |        |        |         | GER 19 | HUN 18  | BEL Ret | ITA NC  | SIN 19  | JPN 22  | RCO 19  | IND 18  | ABU Ret | BRA 20  |         |         |        |     |     | 27.º | 0      |
| 2012    | Scuderia Toro Rosso               | AUS 9   | MYS 12  | CHN 17 | BHR 15  | ESP 13  | MON Ret | CAN 14 | EUR 11 | GBR 13  | GER 13 | HUN 15  | BEL 9   | ITA 12  | SIN 9   | JPN 10  | RCO 9   | IND 13  | ABU 10  | USA 12  | BRA 13  |         |        |     |     | 18.º | 10     |
| 2013    | Scuderia Toro Rosso               | AUS Ret | MYS 18† | CHN 7  | BHR 16  | ESP 10  | MON Ret | CAN 15 | GBR 8  | GER 12  | HUN 13 | BEL 10  | ITA 7   | SIN Ret | RCO 19† | JPN 13  | IND 10  | ABU 16  | USA 11  | BRA 10  |         |         |        |     |     | 14.º | 20     |
| 2014    | Infiniti Red Bull Racing          | AUS DSQ | MYS Ret | BHR 4  | CHN 4   | ESP 3   | MON 3   | CAN 1  | AUT 8  | GBR 3   | GER 6  | HUN 1   | BEL 1   | ITA 5   | SIN 3   | JPN 4   | RUS 7   | USA 3   | BRA Ret | ABU 4   |         |         |        |     |     | 3.º  | 238    |
| 2015    | Infiniti Red Bull Racing          | AUS 6   | MYS 10  | CHN 9  | BHR 6   | ESP 7   | MON 5   | CAN 13 | AUT 10 | GBR Ret | HUN 3  | BEL Ret | ITA 8   | SIN 2   | JPN 15  | RUS 15† | USA 10  | MEX 5   | BRA 11  | ABU 6   |         |         |        |     |     | 8.º  | 92     |
| 2016    | Red Bull Racing                   | AUS 4   | BHR 4   | CHN 4  | RUS 11  | ESP 4   | MON 2   | CAN 7  | EUR 7  | AUT 5   | GBR 4  | HUN 3   | GER 2   | BEL 2   | ITA 5   | SIN 2   | MYS 1   | JPN 6   | USA 3   | MEX 3   | BRA 8   | ABU 5   |        |     |     | 3.º  | 256    |
| 2017    | Red Bull Racing                   | AUS Ret | CHN 4   | BHR 5  | RUS Ret | ESP 3   | MON 3   | CAN 3  | AZE 1  | AUT 3   | GBR 5  | HUN Ret | BEL 3   | ITA 4   | SIN 2   | MYS 3   | JPN 3   | USA Ret | MEX Ret | BRA 6   | ABU Ret |         |        |     |     | 5.º  | 200    |
| 2018    | Aston Martin Red Bull Racing      | AUS 4   | BHR Ret | CHN 1  | AZE Ret | ESP 5   | MON 1   | CAN 4  | FRA 4  | AUT Ret | GBR 5  | GER Ret | HUN 4   | BEL Ret | ITA Ret | SIN 6   | RUS 6   | JPN 4   | USA Ret | MEX Ret | BRA 4   | ABU 4   |        |     |     | 6.º  | 170    |
| 2019    | Renault F1 Team                   | AUS Ret | BHR 18† | CHN 7  | AZE Ret | ESP 12  | MON 9   | CAN 6  | FRA 11 | AUT 12  | GBR 7  | GER Ret | HUN 14  | BEL 14  | ITA 4   | SIN 14  | RUS Ret | JPN DSQ | MEX 8   | USA 6   | BRA 6   | ABU 11  |        |     |     | 9.º  | 54     |
| 2020    | Renault DP World F1 Team          | AUT Ret | EST 8   | HUN 8  | GBR 4   | 70A 14  | ESP 11  | BEL 4  | ITA 6  | TOS 4   | RUS 5  | EIF 3   | POR 9   | EMI 3   | TUR 10  | BHR 7   | SAK 5   | ABU 7   |         |         |         |         |        |     |     | 5.º  | 119    |
| 2021    | McLaren F1 Team                   | BHR 7   | EMI 6   | POR 9  | ESP 6   | MON 12  | AZE 9   | FRA 6  | EST 13 | AUT 7   | GBR 5  | HUN 11  | BEL 4~  | NED 11  | ITA 13  | RUS 4   | TUR 13  | USA 5   | MEX 12  | SÃO Ret | QAT 12  | ARA 5   | ABU 12 |     |     | 8.º  | 115    |
| 2022    | McLaren F1 Team                   | BHR 14  | ARA Ret | AUS 6  | EMI 186 | MIA 13  | ESP 12  | MON 13 | AZE 8  | CAN 11  | GBR 13 | AUT 9   | FRA 9   | HUN 15  | BEL 15  | NED 17  | ITA Ret | SIN 5   | JPN 11  | USA 16  | MEX 7   | SÃO Ret | ABU 9  |     |     | 11.º | 37     |
| 2023    | Scuderia AlphaTauri               | BHR     | ARA     | AUS    | AZE     | MIA     | MON     | ESP    | CAN    | AUT     | GBR    | HUN 13  | BEL 16  | NED WD  | ITA     | SIN     | JPN     | QAT     | USA 15  | MEX 7   | SÃO 13  | LVG 14  | ABU 11 |     |     | 17.º | 6      |
| 2024    | Visa Cash App RB Formula One Team | BHR 13  | ARA 16  | AUS 12 | JPN Ret | CHN Ret | MIA 154 | EMI 13 | MON 12 | CAN 8   | ESP 15 | AUT 9   | GBR 13  | HUN 12  | BEL 10  | NED 12  | ITA 13  | AZE 13  | SIN 18  | USA     | MEX     | SÃO     | LVG    | QAT | ABU | 17.º | 12     |
| Fuente: |                                   |         |         |        |         |         |         |        |        |         |        |         |         |         |         |         |         |         |         |         |         |         |        |     |     |      |        |